# Nuit pluvieuse à Bashan
Pour plus de détails, voir Fiche technique et Distribution.
Nuit pluvieuse à Bashan (chinois simplifié : 巴山夜雨 ; pinyin : bā shān yè yǔ), est un mélodrame chinois réalisé par 	Wu Yonggang et Wu Yigong (zh), sorti en 1980.
L'intrigue se déroule sur un bateau naviguant sur le fleuve Yang-Tsé-Kiang, de Chongqing à Shanghai, à la fin de la révolution culturelle. Une série de sketches tourne autour du poète persécuté Qiu Shi, ainsi que de la recherche de son père par Xiao Juanzi, l'hommage d'une vieille dame à son fils, le fait que Xinghua se jette dans le fleuve et le sauvetage de Qiu Shi.
La révolution culturelle n'apparaît qu'en arrière-plan du film, et l'histoire se concentre sur « les citoyens ordinaires et les gens du peuple ballottés par leur époque ». Ils « ont différents souvenirs tristes et douloureux, mais tous conservent un bon cœur », reflétant la cruauté de la révolution culturelle, et exprimant les aspirations du peuple.
Le film comporte également de nombreux plans qui mettent en valeur la beauté du Sichuan.

## Synopsis
À l'époque de la Bande des Quatre, le poète Qiu Shi, emprisonné depuis six ans, embarque secrètement sur un bateau fluvial reliant le Sichuan à Wuhan sous l'escorte des agents spéciaux Li Yan et Liu Wenying. Parmi les passagers de la même cabine qu'eux, Xinghua, une paysanne qui a vendu son corps pour rembourser ses dettes, une vieille dame venue au Sichuan pour rendre hommage à son fils tué dans une lutte armée, Song Minsheng, un jeune ouvrier cynique, et Guan Shengxuan, un comédien de l'Opéra de Pékin qui a subi la torture. Il y a aussi une petite fille qui se glisse à bord comme si elle cherchait quelque chose.
Le policier Wang gagne la confiance de la fillette et apprend qu'il s'agit de la fille de Qiu Shi, Juan Zi. Qiu Shi était amoureux de la danseuse Liu Gu, qui a donné naissance à sa fille après qu'il a été arrêté et emprisonné, mais elle est décédée sans attendre la libération de Qiu Shi. Avec l'aide du capitaine intègre et du commissaire politique, le père et la fille se rencontrent enfin. Le bien l'emporte sur le mal et Liu Wenying, un « général révolutionnaire », est ému aux larmes et déterminé à sauver Qiushi et sa fille. Lorsque Li Yan apparaît soudainement, Liu Wenying sort ses menottes et demande à Li Yan de la menotter. Li Yan jette les menottes dans la rivière, mais il s'avère qu'il est en mission secrète pour sauver Qiu Shi. Finalement, Qiushi débarque à Yichang avec Juanzi.

## Fiche technique
- Titre français : Nuit pluvieuse à Bashan[3]
- Titre original : 巴山夜雨, bā shān yè yǔ[4]
- Réalisation : Wu Yonggang et Wu Yigong (zh)
- Scénario : Ye Nan (zh)
- Photographie : Cao Weiye
- Musique : Gao Tian
- Sociétés de production : Studio de cinéma de Shanghai
- Pays de production :  Chine
- Langue originale : mandarin
- Format : couleurs
- Genre : film dramatique
- Durée : 86 minutes
- Dates de sortie : 
  - Chine : 1980

## Distribution
- Li Zhiyu (zh) : Qiu Shi
- Zhang Yu (zh) : Liu Wenying
- Zhong Xinghuo (zh) : le policier Lao Wang
- Shi Ling (zh) : Guan Shengxuan
- Lin Bin (zh) : l'enseignante
- Mao Weihui (zh) : Xiaojuanzi
- Ouyang Ruqiu (zh) : la vieille dame
- Zhao Jing : Liu Gu
- Lu Qing (zh) : Song Minsheng
- Ma Chongle : un jeune homme